# Julija Derkatsch
Julija Derkatsch (ukrainisch Юлія Деркач); * 22. Juni 1986 in Bilowodsk, Oblast Luhansk, Ukrainische SSR ist eine aserbaidschanische Gewichtheberin ukrainischer Herkunft.
Derkatsch startete zu Beginn ihrer Laufbahn für die Ukraine. 2001 wurde sie in Mukatschewo ukrainischer Meister im Gewichtheben. Sie war 2003 Jugend-Europameisterin und 2006 Junioren-Vize-Europameisterin. Bei den Aktiven erreichte sie bei den Europameisterschaften 2007 in der Klasse bis 53 kg den siebten Platz im Zweikampf und gewann die Bronzemedaille im Reißen. Bei den Europameisterschaften 2008 wurde sie Achte. 2009 war sie bei den Europameisterschaften Fünfte, nun in der Klasse bis 58 kg.
Auch bei den Europameisterschaften 2010 erreichte sie den fünften Platz. 2011 gewann sie bei den  Europameisterschaften wieder Bronze im Reißen, hatte jedoch im Stoßen keinen gültigen Versuch. Danach trat Derkatsch für Aserbaidschan an und erreichte bei der Universiade 2013 den fünften Platz in der Klasse bis 53 kg (1. Platz im Reißen). Kurz danach wurde sie allerdings bei einer Trainingskontrolle positiv auf Dehydrochlormethyltestosteron getestet und für zwei Jahre gesperrt.